# 福祉党 (トルコ)
福祉党（トルコ語： Refah Partisi, RP）は、トルコ共和国のイスラーム主義政党。日本語では、繁栄党とも訳される。
1983年に設立。1995年に議会第1党となり、1996年には党首ネジメッティン・エルバカンを首班とする政権を樹立したが、軍部の圧力により1998年に非合法化された。

## 沿革
福祉党の前身は、エルバカンが1970年に設立した国民秩序党、およびその後継政党の国民救済党である。1980年の9月12日クーデターにより国民救済党が非合法化されたため、1983年の民政移管の際に、同党の支持勢力の受け皿として福祉党が設立された。エルバカンをはじめとする主要党幹部は、民政移管後も政治活動を禁止されたため、党首には、弁護士のアリ・テュルクメンが就任した。その後1987年にエルバカンは公職追放を解除され、福祉党党首に復帰した。
福祉党は、1987年の総選挙から国政選挙に参加し、7.2%の票を得たが、議席獲得のために法律で定められた10%の得票率に届かず、議席獲得はならなかった。1991年の総選挙で62議席を獲得し、国会に進出。1995年の総選挙では、158議席を獲得して議会第1党に躍進した。選挙後に成立した祖国党と正道党の連立政権が短命に終わると、1996年6月28日に正道党との連立政権を樹立し、政権与党となった。

## 政策
福祉党は、国民救済党時代の綱領である「ミッリー・ギョリュシュ（Millî Görüş：「国民の視座」の意。「イスラーム共同体の視座」を含意する。）」を引き継ぎ、トルコ国民の精神的発展、利子の廃止や中小業者への信用供与などの経済政策（「公正な体制（Adil Düzen）」と呼ばれた。）、イスラーム諸国との交流拡大などの政策を標榜した。
国民救済党時代の反体制的なスローガンが、1980年の軍事クーデターを招いたとの反省から、福祉党の政策綱領では、トルコ共和国の国是である世俗主義原則の擁護が謳われただけでなく、急進的なイスラーム化を想起させるイデオロギー的表現は注意深く除去され、軍部や世俗主義勢力への配慮を見せた。
また、福祉党の地方組織では、1980年代にオザル政権で活動した若手活動家が、党組織の実務部門を担い、貧民街（ゲジェコンドゥ）での草の根の政治運動を精力的に展開して、福祉党のイメージ向上に努めた。
こうした活動は、福祉党がイデオロギーではなく、具体的な政策を実現する政党であるというイメージを浸透させ、国民救済党時代からの支持層であった地方の中小商工業者や宗務従事者だけでなく、都市の中低所得層の支持を獲得する上で重要な役割を果たした。
1996年に発足したエルバカン政権では、福祉党は、周辺のイスラーム諸国との関係拡大や、財政の均衡化、利子所得への課税強化等の政策を実現したが、軍部や世俗主義勢力への配慮から、外相、国防相、内務相、国民教育相などの主要ポストを正道党に分配したため、パレスチナ問題や公的な場でのスカーフ着用問題などについては、前政権の政策を踏襲するに留まった。

## 非合法化
1997年2月28日、軍幹部およびエルバカン政権首脳が参加する国家安全保障会議の席上で、軍幹部より「宗教的反動勢力」への警告が表明され、福祉党への弾圧が開始された。5月には憲法裁判所に対して、福祉党の非合法化を求める訴訟が最高検察庁より提出され、6月には、軍の主導により、福祉党系企業に対する不買キャンペーンが行われた。圧力に屈したエルバカンは首相を辞任し、1997年6月30日に福祉党政権は崩壊した。
1998年1月の憲法裁判所判決により、福祉党幹部が行った「スカーフ着用問題での反世俗主義的発言」、「シャリーア体制の樹立を示唆した発言」および、トルコで禁止されているタリーカのシャイフをエルバカンが首相官邸に招き、断食明けの食事を共にした事件などが反世俗主義的であると認定され、福祉党は非合法化された。エルバカンら党幹部も5年間の政治活動禁止を言い渡された。
憲法裁判所の判決を前に、福祉党の党員の大半は、新たに設立された美徳党に移籍した。

## 総選挙での得票率、獲得議席数
福祉党が参加した総選挙での得票率、獲得議席数は以下の通り。
| 年     | 党首                       | 得票数    | 得票率 | 獲得議席 |
| ------ | -------------------------- | --------- | ------ | -------- |
| 1987年 | ネジメッティン・エルバカン | 1,717,425 | 7.2%   | 0        |
| 1991年 | ネジメッティン・エルバカン | 4,121,355 | 16.9%  | 62       |
| 1995年 | ネジメッティン・エルバカン | 6,012,450 | 21.4%  | 158      |

## 歴代党首
- アリ・テュルクメン（Ali Türkmen 在任1983年）
- アフメト・テクダル（Ahmet Tekdal 在任1983年-1987年）
- ネジメッティン・エルバカン（Necmettin Erbakan 在任1987年-1998年）